# Tommaso Mecarozzi
Tommaso Mecarozzi (Torrita di Siena, 2 novembre 1975) è un giornalista e telecronista sportivo italiano.

## Biografia
(Tommaso Mecarozzi al termine della gara dei 1500 stile libero ai Giochi Olimpici di Rio 2016)
Laureato in Scienze della comunicazione all'Università di Siena nel 1999 (tesi "Estetica dello Sport" - relatore Omar Calabrese), nel 2000 vince il concorso per entrare nella Scuola di Giornalismo della Rai e nel 2003 comincia a lavorare per la Rai (RaiSport).
Dopo essersi occupato di calcio, nel 2009 diventa telecronista del nuoto in sostituzione di Sandro Fioravanti (nominato vicedirettore di Rai Sport) e in coppia con l'ex nuotatore Luca Sacchi (medaglia di bronzo ai Giochi Olimpici di Barcellona 1992 nei 400 misti) commenta varie competizioni sportive riguardanti gli sport acquatici fra cui i mondiali di nuoto dal 2011; i campionati europei dal 2010 e i Giochi Olimpici e Paralimpici dal 2008.
Vincitore del premio giornalistico 'Bacco Sportivo' 2014.
Giro d’Italia: conduce GiroMattina 2015 (affiancato da Marino Bartoletti e Gigi Sgarbozza) e Villaggio di Partenza nel 2017 affiancato da Stefano Garzelli, nel 2018 e 2019 con Beppe Conti e nel 2020 e 2021 con Gigi Sgarbozza. Dal 2022 GiroMattina con Beppe Conti.
Dal 2017 al 2019 ha condotto Dribbling. Dal 2019 al 2022 ha condotto Altra DS su Rai 2. Nel 2022-2023 insieme a Simona Rolandi conduce la prima parte di Domenica Dribbling sempre su Rai 2. Dal 2023 conduce RaiSportLive su RaiDue.

## Televisione
- Dribbling (Rai 2, 2017-2022)
- Altra DS (Rai 2, 2019-2022)
- Domenica Dribbling (Rai 2, 2022-2023)